# Bulbophyllum tokioi
Bulbophyllum tokioi är en orkidéart som beskrevs av Noriaki Fukuyama. Bulbophyllum tokioi ingår i släktet Bulbophyllum och familjen orkidéer. IUCN kategoriserar arten globalt som starkt hotad. Inga underarter finns listade i Catalogue of Life.